# ウォーカー (DD-163)
|          |                                                    |
| 艦歴     |                                                    |
| 発注     |                                                    |
| 起工     | 1918年6月19日                                      |
| 進水     | 1918年9月14日                                      |
| 就役     | 1919年1月31日                                      |
| 退役     | 1922年6月7日                                       |
| 除籍     | 1942年6月24日                                      |
| その後   | 1941年12月7日あるいは12月28日に自沈処分            |
| 性能諸元 |                                                    |
| 排水量   | 1,284トン                                          |
| 全長     | 314 ft 4.5 in (95.822 m)                           |
| 全幅     | 30 ft 11 in (9.42 m)                               |
| 吃水     | 9 ft 2 in (2.79 m)                                 |
| 機関     | 2缶 蒸気タービン2基 2軸推進、13,500shp             |
| 最大速   | 35ノット(65 km/h)                                  |
| 乗員     | 士官、兵員101名                                    |
| 兵装     | 4インチ砲4門、3インチ砲1門、21インチ魚雷発射管12門 |

ウォーカー (USS Walker, DD-163) は、アメリカ海軍の駆逐艦、敷設駆逐艦。ウィックス級駆逐艦の1隻。艦名は南北戦争期にアメリカ海軍航海局長とアメリカ合衆国灯台局長を務めたジョン・グライムズ・ウォーカーにちなむ。その名を持つ艦艇としては初代。

## 艦歴
ウォーカーはマサチューセッツ州クインシーのベスレヘム・スチールフォアリバー造船所で1918年6月19日に起工し、1918年9月14日にフランシス・ピカリング・トーマス夫人によって進水、ボストン海軍工廠に回航されて艤装工事を行ったのち、艦長ハロルド・A・ワディントン少佐の指揮下1919年1月31日に就役する。
竣工後、ウォーカーはパリ講和会議に出席するウッドロウ・ウィルソン大統領が乗る輸送船ジョージ・ワシントンと2月20日に合流して護衛を務め、任務終了後はボストンに戻って駆逐艦隊第18駆逐群に配属される。間もなくロードアイランド州ニューポートの海軍魚雷施設に移り、3月6日には西インド諸島に向けて出港。以降、カリブ海での艦隊演習への参加がウォーカーの定例のスケジュールとなる。ウォーカーはプエルトリコのサンフアンを経てグアンタナモ湾に到着し、1919年の春季は砲術訓練を実施。その後は北に向かい、4月14日にニューヨークに到着したあとニューポートに回航される。
第一次世界大戦後、アメリカでは大西洋横断飛行が計画され、ウォーカーも支援艦艇の1隻として横断飛行に関わることとなった。1919年5月15日、ニューファンドランド島トレパッシーから3機のカーチス NC、NC-1、NC-3およびNC-4がアゾレス諸島への飛翔を開始。ウォーカーは5月6日から8日までトレパッシーに停泊したのち、5月10日から17日までの間は洋上に出動、ニューファンドランド島から数えて8番目の洋上目標として横断飛行を支援した。任務終了後は5月20日にニューポートに帰還した。6月上旬には2日間にわたって海軍兵学校（アナポリス）の卒業航海に供され、その後太平洋に向かうこととなり7月24日にパナマ運河を西航する。メキシコのアカプルコに寄港ののち、8月8日にカリフォルニア州コロナドに到着した。太平洋方面でのウォーカーはサンディエゴを拠点とし、予備駆逐部隊に配属されて西海岸方面で活動する。1920年10月27日に海軍予備役のための射撃訓練と高出力航行試験に供されたあと、メア・アイランド海軍造船所でオーバーホールに入る。ウォーカーは軍縮の影響により1922年6月7日に退役し、1920年代と1930年代のほとんどをサンディエゴで過ごした。
16年後、ウォーカーは1938年3月28日付で除籍されて売却されることが決まっていた。しかし、西海岸海軍区の方針転換により、給水はしけに改造されることとなった。ウォーカーは名前を外され、メア・アイランド海軍造船所で改造中の1939年4月1日に YM-57 に再類別される。当時の世界情勢の緊迫化と、アメリカがそこに関与する可能性が取りざたされていたため、艦は損傷防御用のハルクに転用されることとなった。1940年7月11日に DCH-1 と改名され、1941年2月17日には雑役艦を示す艦番号 IX-44 が与えられる。DCH-1 はサンディエゴの駆逐艦隊基地において新たな被害対策技術に対する研究と実験に供用される。太平洋艦隊の母港がサンディエゴから真珠湾に移り、すでに推進器を撤去されていた DCH-1 も曳航されて真珠湾に移動することとなった。しかし、給油艦ナチェス (USS Neches, AO-5) によって曳航中の1941年12月7日に真珠湾攻撃があり、DCH-1 は湾内に入ることなく、北緯26度35分 西経143度49分 / 北緯26.583度 西経143.817度の地点でナチェスの砲撃により自沈処分された。